# Lucio Cornelio Lentulo Caudino (console 275 a.C.)
Lucio Cornelio Lentulo Caudino (fl. III secolo a.C.) è stato un politico romano.

## Biografia
Figlio di Tiberio, fu eletto console per l'anno 275 a.C. con Manio Curio Dentato. Il suo nome è noto solo dai Fasti consulares, ma non vi sono fatti degni di nota da ricordare per tale anno.
I suoi figli furono Lucio Cornelio Lentulo Caudino e Publio Cornelio Lentulo Caudino.